# John O'Keefe
John O'Keefe, FRS (* 18. listopadu 1939 New York) je americko-britský neurovědec a univerzitní profesor na Institutu kognitivní neurovědy a anatomického ústavu University College London. V hipokampu objevil místní neurony.
Společně s Edvardem Moserem a May-Britt Moserovou obdržel v roce 2014 Nobelovu cenu za fyziologii nebo lékařství, když ocenění významně přispěli k pochopení systémů, které jsou v mozku zodpovědné za určování polohy.

## Osobní život
Narodil se roku 1939 v New Yorku do rodiny irských imigrantů. Po ukončení střední školy Regis High School na Manhattanu získal bakalářský diplom na City College of New York (Bachelor of Arts, B.A.). Magisterský stupeň vzdělání dokončil v roce 1964 na montréalské McGill University (Master of Arts,M.A.).
Na McGillově univerzitě pokračoval v postgraduálním studiu biologické psychologie na oddělení psychologie, které završil pod vedením Ronalda Melzacka v roce 1967 (Ph.D.). Daný rok zahájil postdoktorální pobyt na University College London. Na tomto pracovišti poté prožil celou vědeckou kariéru. V roce 1987 byl na londýnské univerzitě jmenován profesorem.
Má americké i britské občanství.

## Objev místních neuronů
Společně se studentem Jonathanem Dostrovským objevil místní neurony (česky také místopisné, polohové, souřadnicové neurony,  angl. place cells), když systematicky analyzovali vnější faktory ovlivňující aktivaci jednotlivých hipokampálních neuronů. Řada publikací o místních neuronech byla vysoce citována. Vyjma toho napsal s Lynnem Nadelem knihu, v níž navrhli funkční roli hipokampu v tvorbě kognitivní mapy, která je důležitá pro prostorovou paměť –  orientaci v prostoru a navigaci jedince v životním prostoru. Místní neurony byly zkoumány ve stovkách prací experimentálně i v simulacích na modelech.